# Dietes
Dietes (hrv. dietes; lat. Dietes), rod perunikoivki, dio tribusa Irideae.
Na popisu je 6 vrsta zeljastih trajnica od kojih je jedna endem s otoka Lord Howe, a ostale su iz južne Afrike. Tipična vrsta je Dietes compressa (L. f.) Klatt, sinonim za Dietes iridioides.

## Vrste
1. Dietes bicolor (Steud.) Sweet ex Klatt
2. Dietes butcheriana Gerstner
3. Dietes flavida Oberm.
4. Dietes grandiflora N.E.Br.
5. Dietes iridioides (L.) Sweet
6. Dietes robinsoniana (C.Moore & F.Muell.) Klatt, Lord Howe